# Georges Blanchard
Pour les articles homonymes, voir Blanchard et Georges Blanchard (homonymie).
Œuvres principales
- Ma Mélie à moué, en pleuchant mes truffes
- Les berdineries d'un arcandier

Georges Blanchard est un écrivain et poète français né le 22 juin 1902 à Donzy (Nièvre) et mort à Draveil (Essonne) le 28 décembre 1976.

## Biographie
Georges Blanchard a rédigé une œuvre importante : six livres de poésie et une dizaine de pièces de théâtre, en patois donziais, langue d'oïl de transition entre berrichon et bourguignon-morvandiau. Ces recueils s'avèrent, de par la richesse du vocabulaire usité, un témoignage majeur de la langue vernaculaire dans la première moitié du vingtième siècle. 
Ma Mélie à moué, en pleuchant mes truffes fut présenté par Charles Exbrayat et préfacé par le romancier nivernais et académicien Maurice Genevoix.
Interprète de ses œuvres, il fut aussi un acteur de talent.
En 1952, il réalise un film de court métrage, utilisant un des premiers procédés de couleur : Le Gévacolor illustrant un de ses poèmes : Matin de printemps aux Champs Élysées.
Dans les années soixante, Georges fréquenta les sociétés régionalistes parisiennes (« La Morvandelle », « Nivernais-Morvan ») et anima quelques émissions radiophoniques telle que La grange aux chansons avec d'autres artistes nivernais comme Jean Nohain et Maryse Martin.
Il revient dans la Nièvre en 1967 et collabore de façon hebdomadaire au Journal du Centre en écrivant un billet en patois et en vers qu'il avait intitulé : Les berdineries d'un arcandier. C'était un chapelet de spirituels petits pamphlets égratignant savamment la politique des « grands de ce jour ». La même année, il fit un triomphe au XIe salon de la Radio et de la Télévision, pour sa revue : le Cabaret des Arcandiers.
Il fut officier des Palmes académiques.

## Œuvres

### Poésie
- Voyage en bérouette, Cosne-Cours-sur-Loire, éditions Nivernaises, 1938
- Siété su ma bérouette, Nevers, éditions Chassaing, 1941
- Autour du poêle à deux marmites, Nevers, éditions Chassaing, 1953
- I sont partis, Nevers, éditions Chassaing, 1945Poèmes patriotiques
- En délissant des calons, Nevers, éditions Chassaing, 1945
- Ma Mélie à moué, en pleuchant mes truffes, La Charité-sur-Loire - Nevers, éditions Delayance, 1960

### Théâtre
- La biaude, Nevers, éditions Chassaing, 1947Pièce en un acte
- La fille à la Hortense, Nevers, éditions Chassaing, 1947Pièce en un acte
- En bérouette, Nevers, éditions Chassaing, 1949Revue régionaliste
- Feu Berlauger, Nevers, éditions Chassaing, 1950Pièce en un acte
- Un souér à la veillée, Nevers, éditions ChassaingSketch
- Dans la grange, Nevers, éditions ChassaingSketch
- En écoutant chanter la vielle, Nevers, éditions ChassaingSuite de sketches radiophoniques